# Färöischer Fußballpokal 1969
Der Färöische Fußballpokal 1969 wurde zum 15. Mal ausgespielt. Im Endspiel, welches im Gundadalur-Stadion in Tórshavn auf Kunstrasen ausgetragen wurde, siegte Titelverteidiger HB Tórshavn mit 2:0 gegen B36 Tórshavn und konnte den Pokal somit zum achten Mal gewinnen.
HB Tórshavn und B36 Tórshavn belegten in der Meisterschaft die Plätze zwei und vier.

## Teilnehmer
Teilnahmeberechtigt waren folgende fünf Mannschaften der Meistaradeildin:
| Meistaradeildin                                           |
| B36 Tórshavn HB Tórshavn KÍ Klaksvík TB Tvøroyri VB Vágur |

## Modus
Für den Pokal waren alle Erstligisten zugelassen. Drei Mannschaften waren für das Halbfinale gesetzt. Die beiden verbliebenen Mannschaften spielten in einer Runde den letzten Teilnehmer aus. Alle Runden wurden im K.-o.-System ausgetragen.

## Qualifikationsrunde
|             | Ergebnis |             |
| ----------- | -------- | ----------- |
| KÍ Klaksvík | 1:0      | TB Tvøroyri |

## Halbfinale
|              | Ergebnis |             |
| ------------ | -------- | ----------- |
| B36 Tórshavn | 2:0      | KÍ Klaksvík |
| HB Tórshavn  | 3:2      | VB Vágur    |

## Finale
| Paarung  | HB Tórshavn – B36 Tórshavn |
| Ergebnis | 2:0                        |
| Stadion  | Gundadalur, Tórshavn       |
| Tore     | 1:0 ? (?.) 2:0 ? (?.)      |